# Программа государственного субсидирования производителей сельхозтехники
Программа государственного субсидирования производителей сельскохозяйственной техники («Госпрограмма № 1432», или «Программа 1432») — федеральная программа субсидирования производителей сельскохозяйственной техники, направленная на поддержку отечественного сельского хозяйства и сельхозмашиностроения. Проводится с 1 января 2013 года в рамках исполнения Постановления Правительства РФ № 1432 от 27 декабря 2012 года «Об утверждении Правил предоставления субсидий производителям сельскохозяйственной техники».

## История создания программы
Принятие Программы явилось результатом многочисленных попыток российских производителей сельхозтехники добиться от Правительства РФ поддержки отрасли.
Проект Программы был подготовлен Минсельхозом РФ в рамках реализации Федерального закона «О федеральном бюджете на 2013 год и на плановый период 2014 и 2015 годов».
Принятие Программы было предусмотрено основными мерами правового регулирования в сфере реализации государственной программы развития сельского хозяйства и регулирования рынков сельскохозяйственной продукции, сырья и продовольствия на 2013—2020 годы, утверждённой постановлением Правительства РФ от 14 июля 2012 года № 717 (подпрограмма «Техническая и технологическая модернизация, инновационное развитие»).
В «Правила предоставления субсидий производителям сельскохозяйственной техники» неоднократно вносились коррективы. Программа неоднократно приостанавливалась, но лоббизмом Ассоциации «Росспецмаш» совместно с Минпромторгом России, депутатами Госдумы РФ, региональными властями, федеральными, региональными и отраслевыми СМИ, она возобновлялась и продлевалась.
Против действия Программы выступает ряд российских чиновников, а также зарубежные производители (в том числе белорусские), которые заинтересованы в том, чтобы механизм поддержки российских сельхозпроизводителей не работал.

## Участники программы
- Производители сельхозтехники, зарегистрированные на территории РФ более трёх лет назад, имеющие полный цикл производства, а также дилерскую и сервисную сеть не менее чем в 40 регионах страны. В 2013 году таких предприятий-производителей было 16, в 2018 году — свыше 70 в 37 субъектах Российской Федерации.
- Покупатели российской сельхозтехники (сельхозтоваропроизводители)[3][8].

## Содержание «Правил предоставления субсидий производителям сельскохозяйственной техники»
В соответствии с принятыми Правительством «Правилами предоставления субсидий производителям сельскохозяйственной техники» субсидии из федерального бюджета предоставляются производителям сельскохозяйственной техники на возмещение части затрат на производство и реализацию сельскохозяйственной техники сельскохозяйственным товаропроизводителям.
«Правилами» устанавливаются:
- виды сельскохозяйственной техники, на которые предоставляются субсидии производителю;
- предельные размеры субсидий по каждому виду сельхозтехники;
- суммарный объём субсидий, предоставляемых производителю в зависимости от численности персонала, участвующего в производстве сельскохозяйственной техники;
- критерии, которым должен соответствовать производитель сельскохозяйственной техники;
- перечень технологических операций, осуществляемых производителем при производстве сельскохозяйственной техники.

Первоначальный размер компенсации был в размере 15 % от цены сельхозтехники. С 17 июня 2015 года — от 25 до 30 % в зависимости от региона сельхозпроизводства. Согласно «Правилам», суммарный объём субсидий предприятиям, реализовавшим технику сельскохозяйственным товаропроизводителям одного субъекта Российской Федерации, не может превышать 5 % от общего объёма бюджетных ассигнований, выделяемых государством на эти цели в рамках «Программы 1432».

## Контроль Правительства РФ за эффективностью
Эффективность использования производителями сельскохозяйственной техники предоставляемых субсидий оценивается ежегодно Минсельхозом России по следующим критериям:
- увеличение производителями сельхозтехники объёма инвестиций в основное производство;
- увеличение объёма инвестиций в разработку и освоение новых видов или в модернизацию моделей сельхозтехники[2].

## Исполнение
- 2013 год. Федеральным законом «О федеральном бюджете на 2013 год и на плановый период 2014 и 2015 годов» было предусмотрено выделение в 2013 году средств на возмещение части затрат производителям сельскохозяйственной техники в размере 2,3 млрд рублей[5][3]. Всего в 2013 году было выделено 400 млн рублей[8].
- 2014 год. Объём субсидий составил 1,6 млрд рублей[8].
- 2015 год. Производителям сельхозтехники было перечислено 5,2 млрд руб. в качестве субсидий на возмещение скидки, которую они предоставляют сельхозпроизводителям при покупке техники. В результате реализации «Программы 1432» в 2015 году сельхозпроизводители приобрели 10 800 единиц сельхозтехники (из них: 1570 единиц тракторов, 1796 единиц зерноуборочных комбайнов, 219 единиц кормоуборочных комбайнов), что почти в четыре раза больше, чем годом ранее (в 2014 году — 3000 ед.)[9][8].

В 2015 году по программе 1432 было выделено 3,9 млрд рублей, что позволило аграриям приобрести технику для обновления парка на 9 млрд рублей. … Только благодаря эффективным агротехнологиям и современной сельхозтехнике можно получить максимальную прибыль в условиях нестабильного рынка. Реально работающий и доказавший свою эффективность механизм господдержки по постановлению № 1432 при должном финансировании способен дать ещё большие результаты — дальнейший рост прибыльности и динамичное развитие агропредприятий.
— Валерий Мальцев, гендиректор завода «Ростсельмаш». (Из интервью информационному агентству «Интерфакс-Юг», 12.01.2016.)
- 2016 год. Производители сельхозтехники получили федеральных субсидий (в соответствии с правилами,	утверждёнными «Программой 1432») на общую сумму 11,2 млрд рублей[8][13]. В результате производство сельхозтехники в России за 7 месяцев 2016 года выросло на 58,6 %. Продажи — более чем в два раза, до 63,8 млрд рублей. В 2016 году сельхозпредприятия приобрели благодаря господдержке 12 тысяч единиц техники[14].
- 2017 год. Объём субсидий производителям сельхозтехники составил свыше 15 млрд рублей, и все средства были эффективно потрачены. Сельхозпроизводителями было приобретено 26 366 единиц сельскохозяйственной техники (что на 51 процент больше по сравнению с 2016 годом), в числе которых 6658 зерноуборочных и 322 кормоуборочных комбайна, 1531 трактор. Бюджетная эффективность субсидирования составила 148 процентов: на каждый рубль субсидии в бюджеты всех уровней поступило 1,48 рубля налогов[8][13].

Любой крестьянин может на любом российском заводе — а их сейчас где-то около 120 — купить сельскохозяйственную технику, и государство вернуло ему в прошлом году 20 % стоимости, в этом году вернёт 15 %.
— Константин Бабкин, президент Ассоциации «Росспецмаш». (Цит. по материалу сайта «Вести.ru» телеканала «Россия-1», 05.03.2017.)

## Рейтинг активности Федеральных округов РФ по реализации Программы
- По состоянию на 2015 год сумма заключённых договоров в рамках Программы:

1. Южный федеральный округ — 1,4 млрд рублей
2. Приволжский федеральный округ — 1,24 млрд рублей
3. Сибирский федеральный округ — 1,22 млрд рублей
4. Центральный федеральный округ — 976 млн рублей
5. Дальневосточный федеральный округ — 351 млн рублей[16][17]

## Рейтинг активности регионов РФ по реализации программы
- По состоянию на 2015 год:

1. Ростовская область
2. Краснодарский край
3. Алтайский край
4. Волгоградская область
5. Амурская область[17]

## Оценки экспертов
- После затяжного спада производства в российском машиностроении, в IV квартале 2015 года в сельхозмашиностроении начался резкий рост производства. «Анализируя данный рост, стоит отметить, что его ключевая причина — программа государственной поддержки в виде субсидирования сельхозтехники», — констатируется в экспертной статье[10].
- «Главное достоинство „промышленной субсидии“ — это повышение финансовых возможностей отечественных производителей сельскохозяйственной продукции в обновлении своего парка тракторов и зерноуборочных комбайнов»[18].
- В постановлении Государственной думы "Об обращении Государственной Думы Федерального Собрания Российской Федерации «К Первому заместителю Председателя Правительства Российской Федерации — Министру финансов Российской Федерации А. Г. Силуанову и Заместителю Председателя Правительства Российской Федерации А. В. Гордееву с просьбой предусмотреть в проекте федерального закона „О федеральном бюджете на 2019 год и на плановый период 2020 и 2021 годов“ объёмы финансирования по статье расходов „Субсидии производителям сельскохозяйственной техники“ в размере 15 миллиардов рублей ежегодно»" от 24 июля 2018 года говорится, что предоставление субсидий производителям сельскохозяйственной техники является эффективным механизмом господдержки, что эта поддержка «даёт существенный мультипликативный и межотраслевой экономический эффект, положительно влияет на обновление парка сельхозтехники в Российской Федерации, стимулирует рост производства сельскохозяйственной техники, модернизацию существующих и создание новых производственных мощностей на 70 предприятиях в 37 субъектах Российской Федерации»[8].